# Ларбі Бенбарек
Хадж Абделькадер Ларбі Бенбарек (араб. العربي بن مبارك, фр. Haj Abdelkader Larbi Benbarek) також зустрічаються інші варіанти: Бен Барек, Бен М'барек (фр. ben M'Barek, фр. Ben Barek, 16.червня.1917 — 16 вересня 1992, Касабланка) — французький і марокканський футболіст і тренер, який грав на позиції атакуючого півзахисника.
Ларбі Бен Барек вважається найкращим гравцем у французькому футболі до появи Раймона Копа. Його кар'єру після яскравого старту перервала Друга світова війна, яку він провів у Марокко. Він розпочав епоху північноафриканських футболістів у французькому футболі. На прізвисько «чорна перлина», він був відомий своєю технікою та елегантністю поводження з м'ячем. Пеле сказав про футболіста: «Якщо я — король футболу, то Бенбарек — Бог».
Бенбарек почав грати в марокканських клубах. У 1939 році його запросили до французького «Марселя», з яким він став віцечемпіоном країни, але провів там лише один сезон через початок світової війни. Через це футболіст повернувся до Марокко і знову став грати за УСМ, де виграв кілька трофеїв. Наприкінці війни він приєднався до французького клубу «Стад Франсе». Потім паризький клуб продав його в «Атлетіко Мадрид», де він виграв перші два чемпіонські титули в історії клубу. Наприкінці 1953 року він повернувся до «Марселя», і допоміг команді дійти до фіналу Кубка Франції.
Бенбарек завершив свою ігрову кар'єру в 1955 році і став граючим тренером в алжирському клубі «УСМ Бел-Аббес». Наступного року він повернувся до Марокко, яке стало незалежним і очолив новостворену збірну Марокко на Панарабських іграх. Потім він тренував кілька команд у Рабаті, Касабланці, Сеттаті та Танжері, а також викладав футбол у Касабланці.
Хоча Ларбі Бенбарек не мав французького паспорта, він зіграв сімнадцять разів за збірну Франції, усі — в товариських матчах, і є рекордсменом збірної за тривалістю виступів, оскільки пройшло п'ятнадцять років і десять місяців між його дебютом і останнім матчем за «синіх».

## Біографія

### Дитинство в Касабланці
Офіційною датою народження Ларбі Бенбарека є 16 червня 1917 року. Він був сином робітника, який спеціалізувався на ремонті човнів, і дуже рано залишився сиротою. Його старший брат Алі після смерті батька сімейства займався вихованням братів. Ларбі Бенбарек почав грати у футбол у Касабланці, на вулиці району Ферм-Бланш зі своїми однокласниками, серед яких був і Марсель Сердан, майбутній знаментий боксер. Його мати та його старший брат Алі Бен Таєб, який забезпечував потреби сім'ї, спочатку відмовилися дозволяти йому грати у футбол, тому з 14 років він працював теслею в компанії Avaros Canelle.
1930 року Ларбі почав грати за місцеву аматорську футбольну команду «Ель-Уатар», де грав по 1934 рік. Він спочатку грав на позиції півзахисника, але з часом перейшов на позицію вінгера.

### Початки в Марокко
У 1934 році, у віці 17 років, Бенбарек дебютував у команді «Ідеаль» (Касабланка) з другого дивізіону Марокко. Ларбі дебютував за команду в товариському матчі проти УСМ (Касабланка), триразовим переможцем чемпіонату Північної Африки. Молодий футболіст допоміг клубу вийти дол вищого дивізіону, посівши 3 місце в чемпіонаті 1934 року, а наступного року в Кубку Марокко «Ідеаль» дійшов до фіналу, але з мінімальним рахунком поступився «Марокену». Наступного дня видання «Le Petit Marocain» вийшло з матеріалом сповненим хвали Ларбі Бенбареку. Тоді він був вперше був викликаний до збірної Марокко на матч проти збірної Орану, але залишився на лаві запасних. Влітку 1935 року Марокканський спортивний союз завербував його, надавши йому роботу робітником на заправній станції з оплатою двадцяти франків на день і знову викликав його до місцевої збірної на матч проти Орану (0:1).
У вересні 1936 року Ларбі перейшов у УСМ (Касабланка), де швидко привернув увагу великих клубів. Товариський матч Марокко — Франція B (4:2), зіграний у квітні 1937 року, приніс йому перші хвалебні статті у французькій пресі. В результаті угорський тренер «Марселя» Йожеф Айзенгоффер прибув до Касабланки, щоб запросити гравця до себе, але переговори не завершилися.
У 1937—1938 роках УСМ з Бенбареком ставав чемпіоном Марокко, завдяки чому отримав можливість зіграти у чемпіонаті Північної АФрики. Там 12 червня 1938 року він грав у фіналі проти алжирського «Женесс Боне» і допоміг команді перемогти 3:1 після додаткового часу і здобути трофей.

### «Марсель» і повернення до Марокко
В червні 1938 року Ларбі перейшов у французький «Марсель». Бенбарек прибув до Марселя 28 червня 1938 року інкогніто. Тренер Йожеф Айзенхоффер почав використовувати новачка на позиції центрального форварда, і він у дебютному ж матчі забив вісім голів у товариській грі проти англійського «Саутенд Юнайтеда». 24 листопада на «Велодромі» Ларбі дебютував за клуб у офіційній грі проти паризького «Расінга» (5:2), забивши два з п'яти голів своєї команди.
Вже через три місяці нападник був викликаний Гастоном Барро, тренером збірної Франції на прохання багатьох вболівальників. Незважаючи на те, що Бенбарек народився у Марокко, що було під протекторатом Франції, він фактично не мав французького громадянства, і ФІФА не повинна була дозволити грати футболісту за «синіх», оскільки гравці повинні мати паспорт країни, яку представляють.
Ларбі Бенбарек дебютував у складі збірної Франції 4 грудня 1938 року в Неаполі під час поразки матчі проти Італії (0:1), яка напередодні захистила титул чемпіона світу. Вболівальники Бенбарека освистували і ображали через його колір шкіри, як і Рауля Діаня, який був сенегальського походження. Для свого дебюту нападник заспівав «Марсельєзу» на все горло і відмовився від незвичних йому бутс, щоб виступати в капцях. Ларбі Бенбарек став першим футболісти магрибу, який пробився на такий високий рівень, у 1930-х роках, коли на полях Європи з'явилися перші північноафриканські гравці, ставши першою великою зіркою арабського та африканського футболу.
22 січня 1939 року він зіграв другий матч за збірну на «Парк де Пренс» проти Польщі (4:0), а у третьому матчі проти Угорщини (2:2), забив свій перший гол за збірну. Щоденна газета l'Auto організовула заклик до читачів вигадати для нього псевдонім і 8 лютого 1939 року Бенбарек отримав прізвисько «чорна перлина». 18 травня у матчі Франції з Бельгією (3:1) він провів останню четверту гру за «синіх» у довоєнний час.
У чемпіонаті справи також йшли добре, «Марсель», будучи фаворитом чемпіонату, в червні програв у фінальній зустрічі «Страсбуру» (0:1) і поступився титулом чемпіона «Сет», але марокканець у тій першості забив дванадцять голів. Перед відкриттям сезону 1939/40, Ларбі зіграв чотири товариські матчі, але чемпіонат був скасований через початок Другої світової війни. Не маючи французького громадянства, Ларбі Бенбарек не був мобілізований, але більшість футболістів пішли у військо і надалі грати футболіст не мав можливості.

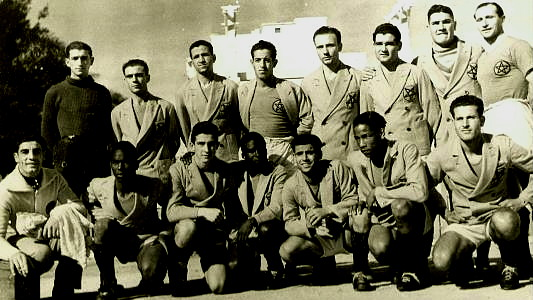
Бенбарек у Марокко в 1942 році.

В результаті Ларбі повернувся до рідної Касабланки, де знову став виступати за УСМ. Команда виграла чотири чемпіонати Марокко поспіль, а у 1942 році також стала переможцем Чемпіонату Північної Африки.
В 1943 році в Касабланці зіграв за збірну Північної Африки проти збірної Франції (1:1), яка складалась з футболістів у вигнанні. Бенбарек зрівняв рахунок своєї команди після пасу Марселя Сердана, майбутнього чемпіона світу з боксу.

### Повернення до Франції
У травні 1945 року, коли закінчилась війна у Європі, у Касабланці відбувся тренерський курс під керівництвом Еленіо Еррери. Тоді ж тренер переконував Бенбарека приєднатися до його клубу «Стад Франсе», який мав стати зірковою командою в Парижі, а марокканець мав стати одним із головних персонажів під керівництвом франко-аргентинського тренера. Тоді його трансфер оцінили в один мільйон франків, що було рекордом на той час. Під час виступів за цей клуб Ларбі Бенбарек жив у двокімнатній квартирі в Булонь-Біянкурі, навпроти заводів Renault. Наприкінці сезону 1945/46 команда вийшла до вищого дивізіону.
Вдалі виступи за клуб дозволили гравцю повернутись до збірної Франції, але він там більше не сяяв і його команда зазнала двох поразок наприкінці 1945 року від Австрії (1:4) та Бельгії (1:2). У квітні та травні 1946 року він зіграв ще чотири міжнародні матчі, включаючи матч проти збірної Англії (2:1), в якій французи здобули свою першу перемогу над родоначальниками футболу.
У чемпіонаті Франції 1946/47 команда посіла 5 місце, крім того Ларбі зіграв у 1947 році ще два матчі у складі збірної Франції.
У 1948 році Бенбарек провів ще чотири матчі за «синіх», двічі програвши проти Італії (1:3) і Бельгії (2:4) і двічі перемігши проти Шотландії (3:0) та Чехословаччини (4:0). У чемпіонаті 1947/48 команда знову стала лише п'ятою, через що розчарований результатами свого клубу, президент наприкінці сезону вирішив повернути свої інвестиції. В результаті Бенбарека і воротаря Марселя Домінго було продано в іспанське «Атлетіко» (Мадрид).

### Виступи в Іспанії
Бенбарек приєднався до «матрацників» за трансферну суму в 17 мільйонів франків, що являло собою найбільший трансфер на той час в Іспанії. Його від'їзд до Іспанії був погано сприйнятий у Франції і у французькій спортивній пресі було вказано: «Ми можемо продати Ейфелеву вежу і Тріумфальну арку, але Бенбарека — ніколи!».
У той час кар'єра за кордоном була несумісна з виступами за збірною, оскільки клуб відмовлявся відпускати іноземних гравців.
Наприкінці першого сезону «Атлетіко» з Лабрі стали четвертими після «Барселони», «Валенсії» та «Реала Мадрид». А у наступному сезоні 1949/50 років мадридський клуб здобув свій перший титул чемпіона Іспанії в історії, після чого здобув другий поспіль титул чемпіона Іспанії у 1951 році. Крім того клуб з Бенбареком вигравав Кубок Еви Дуарте (попередник Суперкубка Іспанії), обігравши «Барселону» (2:0).
З 1949 по 1953 рік він забив понад шістдесят голів у 120 або 122 матчах за клуб. Разом зі своїми товаришами по команді Карлссоном і Ескудеро вони отримали прізвисько «кристалічна атака» (attaque de cristal). Ларбі Бенбарек став одним із найзнаменитіших гравців «Атлетіко» (Мадрид), регулярно з'являючись у різних рейтингах символічних збірних клубу.

### Повернення до «Марселя»
У грудні 1953 року Бенбарек повернувся до «Марселя» і зіграв у фіналі Кубка Франції 1953/54 років проти «Ніцци» Жуста Фонтена, але програв з рахунком 1:2.
На початку жовтня 1954 року Ларбі Бенбарек взяв участь у благодійному матчі для жертв землетрусу в Шлефі (Алжир) на «Парк де Пренс» між Францією та збірною Північної Африки (3:2). Його результативність і престиж були такими, що фанати вимагали і добилася його повернення до збірної Франції і 16 жовтня 1954 року в Ганновері проти Західної Німеччини у віці 37 років він зіграв свій останній 17 матч за збірну. На жаль, Ларбі Бенбарек був травмований і на 27 хвилині був змушений покинути поле. У віці 37 років і 4 місяців він довгий час залишався найстарішим гравцем в історії збірної Франції, але пізніше його випередив Бернар Лама, а потім і Стів Манданда. Зігравши перший матч 4 грудня 1938 року, а останній 16 жовтня 1954 року, його кар'єра у французькій збірній тривала п'ятнадцять років і десять місяців, що стало рекордом в історії збірної за тривалістю. Крім того Бенбарек є одним із чотирьох марокканців, які грали за збірну Франції і єдиний гравець, що провів більше семи разів.
У червні 1955 року він офіційно завершив професійну футбольну кар'єру у віці 40 років.

### Подальше життя
У сезоні 1955/56 років виступав в Алжирі за «УСМ Бел-Аббес» розпочав визвольну війну. З командою став віцечемпіоном Орану, а також дійшов до фіналу Кубка Північної Африки, але його не було зіграно через визнання Францією незалежності Марокко та Тунісу.
Після цього він отримав запит від наслідного принца Мулая Хассана ІІ повернутися до своєї країни, щоб поставити свій досвід на службу марокканському футболу. В результаті він приєднався до клубу ФЮС з Рабату як граючий тренер, і після сезону зі столичним клубом він офіційно завершив свою футбольну кар'єру у віці 41 року, натомість розпочавши свою тренерську кар'єру.
У 1957 році він відповідав за підготовку збірної Марокко до Панарабських ігор у Бейруті, де команда посіла в підсумку 4 місце. За це Бенбарек отримав подяку від Королівської федерації футболу Марокко.
У 1958 році він повернувся у «УСМ Бел-Аббес», цього разу на посаду тренера, де провів один сезон.
1960 році на короткий період знову повернувся до збірної Марокко і згодом остаточно покинув роботу з федерацією.
У 1970-х роках Бенбарек очолював клуб «Сеттат».
Ларбі Бенбарек помер 16 вересня 1992 року. Його тіло було виявлено лише через три дні після смерті.

## Вшанування пам'яті
Про нього під час своєї поїздки до Марокко в 1976 році Пеле заявив: «Якщо я король футболу, то він — бог».
8 червня 1998 року у Парижі ФІФА нагородила його посмертно орденом «За заслуги», а король Хасан II перейменував Стад Філіп у Касабланці на Стад Ларбі Бенбарек на знак пошани.
У грудні 2020 року президент Франції Емманюель Макрон висловив бажання виділити особистостей з-за кордону, колишніх колоній або іммігрантів, щоб вшанувати їх через назви вулиць і громадських будівель, включаючи Ларбі Бенбарека.

## Стиль гри
Ларбі Бенбарек грав на позиції нападника та атакувального півзахисника, володів хорошою технікою, а також мав витривалість вище середнього. У Марокко він грав на позиції флангового або центрального півзахисника.
Протягом майже двох десятиліть Бенбарек захоплював натовпи своїми навичками пасу та дриблінгом, а його невпізнанність пояснюється, зокрема, відсутністю на той час засобів масової інформації та телебачення. Його опонент на полі Жуст Фонтен в 2010-х роках згадував: «Він був рівня Пеле та Ді Стефано. Пеле залишається найкращим для мене, але він був першим кумиром, тому що телебачення існувало. Це було не так у випадку Бенбарека, чий геній, отже, міг бути відомий або побачений не всім. І все ж, і в „Марселі“, і в „Стад Франсе“, і в „Атлетіко“ він винайшов рухи і фінти, які, як я бачив, інші наслідували пізніше».
Футболіст Жан Молла, який розпочав свою кар'єру разом із Бенбареком у «Марселі» в 1955 році і згадує «Який талант. Йому було майже 40 років, але він залишався вище за інших, наділений надзвичайною технікою, яку можна порівняти з технікою Зідана».

## Статистика

### Виступи за збірні
Загалом Бенбарек провів 17 матчі, усі — товариські і в кожній Ларбі Бенбарек виходив у старті. З них у десяти французи здобували перемогу, один раз зіграли внічию і зазнали шість поразок, у тому числі три під час його перших п'яти ігор. Бенбарек завжди грав всі матчі до кінця, за винятком останнього, коли він отримав травму ще у першому таймі.
| #  | Дата       | Місце    | Господарі      | Гості          | Рахунок | Голи |
| -- | ---------- | -------- | -------------- | -------------- | ------- | ---- |
| 17 | 16/10/1954 | Ганновер | ФРН            | Франція        | 1-3     |      |
| 16 | 12/06/1948 | Прага    | Чехословаччина | Франція        | 0-4     |      |
| 15 | 06/06/1948 | Брюссель | Бельгія        | Франція        | 4-2     | Гол  |
| 14 | 23/05/1948 | Коломб   | Франція        | Шотландія      | 3-0     |      |
| 13 | 04/04/1948 | Коломб   | Франція        | Італія         | 1-3     |      |
| 12 | 23/11/1947 | Лісабон  | Португалія     | Франція        | 2-4     | Гол  |
| 11 | 23/03/1947 | Коломб   | Франція        | Португалія     | 1-0     |      |
| 10 | 19/05/1946 | Коломб   | Франція        | Англія         | 2-1     |      |
| 9  | 05/05/1946 | Коломб   | Франція        | Австрія        | 3-1     |      |
| 8  | 14/04/1946 | Лісабон  | Португалія     | Франція        | 2-1     |      |
| 7  | 07/04/1946 | Коломб   | Франція        | Чехословаччина | 3-0     |      |
| 6  | 15/12/1945 | Брюссель | Бельгія        | Франція        | 2-1     |      |
| 5  | 06/12/1945 | Відень   | Австрія        | Франція        | 4-1     |      |
| 4  | 18/05/1939 | Брюссель | Бельгія        | Франція        | 1-3     |      |
| 3  | 16/03/1939 | Париж    | Франція        | Угорщина       | 2-2     | Гол  |
| 2  | 22/01/1939 | Париж    | Франція        | Польща         | 4-0     |      |
| 1  | 04/12/1938 | Неаполь  | Італія         | Франція        | 1-0     |      |

## Досягнення

### Як гравець
УСМ (Касабланка)
- Чемпіонат Марокко:
  - Чемпіон: 1938, 1940, 1941, 1942, 1943
  - Віцечемпіон: 1936
- Суперкубок Марокко
  - Переможець: 1934, 1935, 1936, 1938, 1939, 1941, 1942, 1943
- Кубок Марокко
  - Переможець: 1936, 1941, 1944
- Чемпіон Ліги Шауя: 1940, 1941, 1942, 1943
- Володар Кубка Касабланки: 1937, 1940, 1941, 1942
- Володар Кубка відкриття сезону: 1944
- Володар Елітного кубка Марокко: 1942, 1943
- Чемпіонат Північної Африки
  - Чемпіон: 1942
  - Віце-чемпіон: 1938
- Володар Суперкубка Північної Африки: 1942
- Фіналіст Кубка Північної Африки: 1935

 «Марсель»
- Віцечемпіон Франції: 1938/39
- Фіналіст Кубка Франції: 1953/54

 «Атлетіко» (Мадрид)
- Чемпіон Іспанії: 1949/50, 1950/51
- Володар Суперкубка Іспанії: 1951

### Як тренер
«УСМ Бел-Аббес»
- Віце-чемпіон чемпіонату Орану: 1956
- Фіналіст Кубка Північної Африки: 1956 (фінал не зіграно)

ФЮС
- Володар Елітного кубка Марокко: 1956

ФАР
- Володар Суперкубка Марокко: 1959
- Віце-чемпіон Марокко: 1960

«Сеттат»
- Чемпіон Марокко: 1971
- Володар Кубка Марокко: 1969
- Володар Кубка кубків Магрибу: 1970
- Володар Суперкубка Марокко: 1971
- Фіналіст Суперкубка Марокко: 1969
- Фіналіст Кубка Марокко: 1970

### Індивідуальні
- У 1998 році отримав орден ФІФА «За заслуги».
- У символічній збірній Марокко всіх часів за версією IFFHS[24].